# Heel gewoon Cathy en Gré
Heel gewoon Cathy en Gré was een televisieprogramma rond de vriendinnen Cathy Kars (1945-2020) en Gré Imbos (1944-2016), dat tussen 2002 en 2006 door de lokale omroep OOG TV in Groningen werd uitgezonden.

## Geschiedenis en ontwikkeling
De vriendinnen Cathy en Gré, allebei zestig-plussers en afkomstig uit de Oosterparkwijk, figureerden in de documentaire De Grandeur van Groningen van regisseur Ireen van Ditshuyzen, waarin inwoners, bestuurders, studenten en ondernemers werden gevolgd tijdens hun dagelijkse werkzaamheden in de periode rond de gemeenteraadsverkiezingen van 2002. De volkse vrouwen vielen op door hun authenticiteit en humor, en werden door OOG TV gevraagd om een wekelijks programma te maken, getiteld Heel gewoon Cathy en Gré.
In afleveringen van ongeveer 20 minuten werd het duo gevolgd bij hun bezoeken aan bijzondere mensen en instellingen in en rond de stad Groningen. Zo spraken de dames met winkeliers, kunstenaars, wethouders en daklozen, en waren zij onder meer te gast bij een crematorium, de dierenambulance, seksclub De Woeste Hoeve en repetities van de Groningse cabaretier Bert Visscher. Het programma werd de eerste anderhalf jaar geproduceerd en geregisseerd door Job Nelck, daarna door een team van wisselende regisseurs en producenten zoals Inge Okken, Jeen de Vos en Eddy Westerhoff.Voor de omroep is Job Nelck in gesprek geweest met een Amsterdamse TV producent betreffende het produceren van een landelijke versie van het programma. Het plan om landelijk te gaan ketste af omdat de dames hun geliefde stad niet graag wilden verlaten.
Hoewel het programma populair was en vooral onder studenten een cultstatus genoot, besloot de zender in de herfst van 2006 dat zij zouden stoppen met het programma. Ondanks de oproep van Cathy en Gré aan hun fans om hun ongenoegen hierover kenbaar te maken, werd in december 2006 de laatste aflevering van Heel gewoon Cathy en Gré uitgezonden.

## Comeback
Na het einde van hun programma op OOG maakte het duo een kortstondige doorstart bij de online studentenzender I-see tv onder de titel De Gré en Cathy Show (Levend en Anders). In de nazomer van 2011 keerden Cathy en Gré tijdelijk terug op OOG TV in vijf afleveringen van het programma Lekker op Stee, waarin ze het thema 'Gezond Ouder Worden' verkenden.

## Overige media
In 2003 verscheen de dvd Heel Gewoon Cathy & Gré met daarop 12 afleveringen uit het eerste seizoen en bonusmateriaal. Twee jaar later bracht het duo een cd-single met bijbehorende videoclip uit, getiteld Het Oosterpark (is nummer 1), op de muziek van Gimme all your lovin'  van ZZ Top. De opbrengst van het nummer was bestemd voor een stichting ten behoeve van straatprostituees in Groningen.
In 2009 kregen Cathy en Gré landelijke bekendheid toen hoogleraar wetenschapsfilosofie en wetenschapsgeschiedenis Trudy Dehue een fragment uit Heel gewoon Cathy en Gré liet zien toen zij te gast was in het VPRO-programma Zomergasten.